# Psittacanthus auriculatus
Psittacanthus auriculatus är en tvåhjärtbladig växtart som först beskrevs av Daniel Oliver, och fick sitt nu gällande namn av August Wilhelm Eichler. Psittacanthus auriculatus ingår i släktet Psittacanthus och familjen Loranthaceae. Inga underarter finns listade i Catalogue of Life.